# Петерсон, Бет
Бет Петерсон (англ. Beth Peterson; род. 1 марта 1994) — канадская кёрлингистка из  города Виннипег, провинция Манитоба.
Играет на позиции скипа.

## Карьера
В 2015 году Бет выиграла Чемпионат провинции среди юниоров, будучи скипом команды в составе Robyn Njegovan, Melissa Gordon и Breanne Yozenko.
На Чемпионате Канады по кёрлингу среди юниоров 2015, они заняли пятое место с результатом матчей 6–4. В следующем сезоне они начали участвовать в Мировом туре по кёрлингу и заняли второе место на Mother Club Fall Curling Classic 2015. Бет Петресон выиграла свой первый турнир в Мирового тура по кёрлингу на Atkins Curling Supplies Classic 2016. В финале они победили команду Darcy Robertson со счетом 7-6. На Чемпионате провинции Манитоба в 2017 году команда Петерсон закончила с результатом 4–3 по матчам, не попав в квлификацию.
В сезоне 2018-19 к Бет и ее давней подруге по команде Melissa Gordon присоединились Дженна Лодер и Katherine Doerksen.
В течение Мирового тура по кёрлингу трижды играла в полуфинале и выиграла Manitoba Scotties Berth Bonspiel, получив место на Чемпионате провинции Манитоба 2019. Для Бет Петерсон это мог быть самый успешный Чемпионат провинции на тот момент. Они финишировали с результатом 5-2 на круговом этапе и квалифицировавшись в тай-брейк против Abby Ackland. Несмотря на то, что в седьмом энде команда Петерсон сравняла счет, проиграв в восьмом три балла, в итоге они проиграли со счетом 8-7. Сезон 2019-20 был довольно успешным. Они попали в плей-офф в восьми из десяти турниров. Также они участвовали в их первом турнире Большого шлема - 2019 Tour Challenge, где проиграли в полуфинале команде Ким Мин Джи из Южной Кореи. На Чемпионате провинции Манитоба 2020 команда Петерсон закончила групповой этап с результатом матчей 2-3, не попав в чемпионский этап.
В виду Распространения COVID-19 в Канаде был изменен формат проведения Чемпионата Канады 2021 - к участию были допущены три команды Уайлд-кард. Команда Петерсон занимала 12-е место в рейтинге CTRS и сохранила, по крайней мере, трёх своих игроков из четырёх в сезоне 2020-21, они получили третью Уайлд-кард на Чемпионат. Melissa Gordon не смогла принять участие в Чемпионате из-за занятости на работе. Её заменила Brittany Tran. На Чемпионате 2021 команда Петерсон занял пятое место с результатом матчей 7–5.
В ноябре 2023 Бет Петерсон в составе смешанной команды провинции Манитоба стала серебряным призёром чемпионата Канады среди смешанных команд 2023.

## Частная жизнь
Бет Петерсон работает радиологом в Центре по лечению рака провинции Манитоба. Она обручена с David Turnbull.

## Команды
| Сезон                          | Скип         | Третий         | Второй             | Первый          | Запасной                                       | Турниры            |
| ------------------------------ | ------------ | -------------- | ------------------ | --------------- | ---------------------------------------------- | ------------------ |
| 2012–13                        | Бет Петерсон | Robyn Njegovan | Melissa Gordon     | Breanne Yozenko |                                                |                    |
| 2013–14                        | Бет Петерсон | Robyn Njegovan | Melissa Gordon     | Breanne Yozenko |                                                |                    |
| 2014–15                        | Бет Петерсон | Robyn Njegovan | Melissa Gordon     | Breanne Yozenko | тренер: Jack Gordon                            | ЧКЮ 2015 (5 место) |
| 2015–16                        | Бет Петерсон | Robyn Njegovan | Melissa Gordon     | Breanne Yozenko |                                                |                    |
| 2016–17                        | Бет Петерсон | Robyn Njegovan | Melissa Gordon     | Breanne Yozenko | Линдси Титеридж                                |                    |
| 2017–18                        | Бет Петерсон | Robyn Njegovan | Melissa Gordon     | Breanne Yozenko | Линдси Титеридж                                |                    |
| 2018–19                        | Бет Петерсон | Дженна Лодер   | Katherine Doerksen | Melissa Gordon  | Robyn Njegovan                                 |                    |
| 2019–20                        | Бет Петерсон | Дженна Лодер   | Katherine Doerksen | Melissa Gordon  | Nicole Sigvaldason                             |                    |
| 2020–21                        | Бет Петерсон | Дженна Лодер   | Katherine Doerksen | Melissa Gordon  | Меган Уолтер (сезон), Кэти Овертон-Клэпем (ЧК) | ЧК 2021 (5 место)  |
| Кёрлинг среди смешанных команд |              |                |                    |                 |                                                |                    |
| 2023–24                        | Kyle Kurz    | Бет Петерсон   | Ian McMillan       | Melissa Gordon  |                                                | ЧКСК 2023          |